# Chlorothiazid
Chlorothiazid, vereinzelt auch Chlorthiazid, ist eine chemische Verbindung aus der Gruppe der Benzothiadiazine und kann als Stammverbindung der Benzothiadiazidderivate betrachtet werden. Pharmakologisch ist es eines der ersten Diuretika (harntreibende Substanzen) aus der Gruppe der Thiaziddiuretika. Diese sind wie auch die Carboanhydrasehemmer, aus denen sie entwickelt wurden, Sulfonsäureamide und besitzen eine SO2NH2-Gruppe.

## Entdeckung
Die Firma Merck (USA) befasste sich intensiv mit der Erforschung und Entwicklung von Diuretika und Blutdrucksenkern und ließ zahlreiche Ergebnisse ihrer Forschungen patentieren. Dem für Merck arbeitenden Chemiker Frederick C. Novello (1916–1986) verdankt die Firma zahlreiche Patente, unter anderem für Chlorothiazid. Für diese Erfindung und die Entwicklung der Thiazid-Diuretika überhaupt wurde Novello im Jahr 2019 in die Liste der Mitglieder der National Inventors Hall of Fame aufgenommen.

## Gewinnung und Herstellung
Eine Synthese von Chlorothiazid beginnt mit der Umsetzung von 3-Chloranilin mit Chlorsulfonsäure; anschließende Behandlung mit Ammoniak führt zu 4-Amino-6-chlor-1,3-disulfonamid. Durch Erhitzen mit Ameisensäure wird der Ringschluss (Cyclisierung) zum bicyclischen Thiazid erzwungen.

## Eigenschaften
Chlorothiazid ist ein weißer, geruchloser, leicht bitterer, kristalliner Feststoff, der sehr gering löslich in Wasser ist. Dagegen ist das Natriumsalz von Chlorothiazid, welches für die parenterale Verabreichung verwendet wird, sehr gut wasserlöslich. Chlorothiazid ist stabil unter Lichteinwirkung und in Säuren, nicht aber in Basen.

## Verwendung
Chlorothiazid wird als Arzneistoff verwendet. Die Verbindung wurde Anfang 1958 von Merck als Arzneimittel zur Behandlung von Bluthochdruck und Herzinsuffizienz  unter den Namen Diuril (USA) und Chlotride (Europa)  auf den Markt gebracht.